# Podîh
Подих este cel de-al treilea album de studio al cântăreței ucrainene de origine tătară Jamala. Discul conține doisprezece melodii cu versuri scrise de poete precum Viktoria Platova, Marina Tsvetaeva sau Lina Kostenko. Albumul a câștigat premiul „Albumul anului” la gala YUNA 2016, iar piesa „Ynыe” a fost inclusă pe coloana sonoră a serialului rusesc cu același nume. Trei piese au fost extrase pe single și au beneficiat de videoclipuri oficiale: „Очима”, „Шлях додому” și „Подих”.

## Conținut
- Ediție Standard:

1. „Подих” — 4:29
2. „Чому саме тебе” — 3:22
3. „Шлях додому” — 4:26
4. „Більше” (cu Morphom) — 3:49
5. „Иные” — 3:25
6. „Ночь” — 3:47
7. „Очима” — 4:33
8. „Drifting Apart” (cu The Erised) — 3:31
9. „Hate Love” — 3:46
10. „Неандертальці” — 3:25
11. „Обещание” — 3:43
12. „Sister's Lullaby” — 4:58
13. „Заплуталась” (cântec bonus) — 5:07